# Koolanooka
Koolanooka is een plaats in de regio Mid West in West-Australië.

## Geschiedenis
In 1846 verkende Augustus Charles Gregory de streek, in 1869 John Forrest en in 1876 Ernest Giles. Op het einde van de 19e eeuw vestigden zich veetelers, sandelhoutsnijders en mijnbouwers in de streek. Ze maakten gebruik van Aboriginesgidsen en hun waterbronnen. In 1870 werd goud gevonden nabij Peterwangey en rondom Wooltana werd koper gedolven. In het begin van de 20e eeuw vestigden de eerste landbouwers zich in de streek.
Toen in 1913 de overheid een spoorweg tussen Wongan Hills en Mullewa plande, werd beslist een nevenspoor ('siding') aan te leggen nabij het pastorale station 'Bowgada'. In 1916 werd aan het nevenspoor een dorp gesticht en Koolanooka genoemd naar de nabijgelegen heuvels en waterbronnen. De naam is Aborigines van oorsprong en zou 'heuvel met wilde kalkoenen' betekenen.
In 1932 kondigde de Wheat Pool of Western Australia aan twee graanzuigers aan het nevenspoor te zullen plaatsen.
Een in de heuvels actieve ijzerertsmijn exporteerde in 1966 voor het eerst terug ijzererts naar Japan, kort nadat het voor de Tweede Wereldoorlog uitgeschreven uitvoerverbod van ijzererts was opgeheven. De ijzerertsmijn werd in 2006 terug in gebruik genomen.

## Beschrijving
Koolanooka maakt deel uit van het lokale bestuursgebied (LGA) Shire of Morawa, een landbouwdistrict met Morawa als hoofdplaats.
In 2021 telde Koolanooka 22 inwoners, tegenover 46 in 2006.

## Ligging
Koolanooka ligt 350 kilometer ten noorden van de West-Australische hoofdstad Perth, 173 kilometer ten oostzuidoosten van Geraldton en 10 kilometer ten zuidoosten van Morawa.
De spoorweg in Koolanooka maakt deel uit van het goederenspoorwegnetwerk van Arc Infrastructure.

## Toerisme
In de heuvels is een uitkijkpunt over de ijzerertsmijn gelegen, met picknickfaciliteiten. Men kan er de plaatselijke fauna en flora waarnemen.
Aan de waterbron ligt een kampeerterrein met sanitaire en barbecuefaciliteiten. Ook hier kan men de plaatselijke fauna en flora bekijken.